# مزرع الجفر (ينقل)
مزرع الجفر منطقة سكنية تقع في ولاية ينقل، التابعة لمحافظة الظاهرة في سلطنة عمان. يقدر عدد سكانها بـ 7 نسمة حسب إحصاء عام 2010 التابع للمركز الوطني للإحصاء والمعلومات الحكومي. رمز المنطقة هو 100240150.

## الوصلات الخارجية
- المركز الوطني للإحصاء والمعلومات، سلطنة عمان